# Robert Castin
Pour les articles homonymes, voir Castin (homonymie).
Compléments
Un de Normandie-Niemen.
Robert Castin, né le 25 août 1918 à Montluçon et mort le 26 juillet 1979 dans le 3e arrondissement de Lyon, est un ancien pilote français de l'escadron Normandie-Niémen de l'armée de l'air française. Il est crédité de 5 victoires aériennes dont 4 en collaboration, une victoire probable et un avion ennemi endommagé.

## Formation
Robert Castin s'engage pour cinq ans en novembre 1936. Il passe par l'école de pilotage d'Istres et obtient un brevet en août 1937. À sa sortie, le sergent Castin est affecté, en décembre 1938, au Groupe Aérien d'Observation 544 à Bourges.

## Seconde Guerre mondiale
C'est avec le Groupe Aérien d'Observation 544 de Bourges, qu'un rapport d'inspection du mois de mai 1939 présente comme « déshérité à tous points de vue », qu'il entre en guerre. 
Quelques missions à l'automne 1939. Puis, c'est le départ, en janvier 1940, pour le peloton préparatoire des élèves officiers de réserve de Tours.
Nommé aspirant, il se rend à Bordeaux en mai 1940 où il suit les cours de l'école des observateurs. Le 26 juin, l'école se replie sur Meknès, mais la base est dissoute deux jours plus tard. Le jeune aspirant de réserve Castin est alors invité à se joindre aux effectifs du groupe de bombardement I/23. Il participe aux opérations que mène le gouvernement de Vichy contre les Français Libres et les Britanniques qui essaient de rallier à leur cause l'Afrique-Occidentale française. 
En septembre 1942, le sergent-chef Castin est muté au groupe de bombardement I/62 à Bamako. En mars 1943, il est admis à suivre à Marrakech le stage des élèves officiers d'active. Nommé sous-lieutenant, il se porte volontaire, le 29 décembre 1943, pour le groupe de chasse "Normandie".
Arrivé à Toula le 24 février 1944, il doit s'entraîner pour avoir bien en main ce Yak aux qualités reconnues. Affecté dans la 4e escadrille, il noue une solide amitié avec Lemare et Perrin : « Ces garçons loyaux et courageux, ces camarades avec lesquels j'ai très vite fraternisé ». Puis c'est la campagne de 1944.
Le 10 octobre, en patrouille avec le capitaine René Challe, il abat son premier avion allemand, un Fw 190. Six jours plus tard, au début de l'offensive sur la province de Prusse-Orientale, le lieutenant Castin ajoute quatre autres Fw 190 et un Me 109 à son tableau de chasse. Les victoires s'accumulent en cette deuxième quinzaine de janvier 1945, notamment le 14 avec un Fw 190 de plus et le 16 où, au cours de la même journée, deux Fw 190 succombent à ses attaques. Mais le 18 janvier, il est à son tour victime de la Luftwaffe qu'il mettait tant de hargne à descendre. Après avoir détruit un nouveau Fw 190, il est lui-même touché et contraint à un atterrissage forcé. Blessé, le 4 février 1945, il est rapatrié et ne peut participer avec ses camarades aux offensives décisives que le "Normandie-Niémen" lance en ce début d'année 1945.

## Carrière militaire
Après une convalescence de trois mois, il est affecté comme chef du 3e bureau du groupe de chasse et de défense aérienne 550. Le 2 février 1946, il retrouve le « Normandie-Niémen » avant d'être désigné, en février 1948, comme adjoint au commandant de la base de Salon. 
Quatre ans plus tard, il est placé en position de non-activité pour infirmité temporaire mettant ainsi un terme à sa carrière de pilote.
Promu commandant en 1956, il prolonge jusqu'en mai 1958 ses congés d'instance de réforme et quitte l'Armée de l'air. 
Il se consacre alors à la gestion d'une entreprise familiale de roulements à billes et décède le 26 juillet 1979 à Lyon.

## Décorations
- Officier de la Légion d'honneur
- Croix de guerre 1939-1945(6 Palmes)
- Ordre du Drapeau Rouge (URSS)
- Ordre de la Guerre pour le Salut de la Patrie (URSS)
- Médaille de la Victoire de 1re classe (URSS)

## Pour approfondir
Liste des as de l'aviation
Liste des As français de la Seconde Guerre mondiale